# SC Gooiland in het seizoen 1966/67
Het seizoen 1966/1967 was het 12e jaar in het bestaan van de Hilversumse betaaldvoetbalclub SC Gooiland. De club kwam uit in de Tweede divisie en eindigde daarin op de 16e plaats.

## Wedstrijdstatistieken

### Tweede divisie
|       | AGOVV | Baronie | EDO   | Excelsior | Fortuna | Haarlem | Heerenveen | Helmondia '55 | Hermes DVS | Hilversum | HVC   | Limburgia | NOAD  | PEC   | Roda JC | Tubantia | Veendam | FC VVV | Wageningen | Wilhelmina | ZFC   | Zwolsche Boys |
| ----- | ----- | ------- | ----- | --------- | ------- | ------- | ---------- | ------------- | ---------- | --------- | ----- | --------- | ----- | ----- | ------- | -------- | ------- | ------ | ---------- | ---------- | ----- | ------------- |
| Thuis | 2 – 1 | 1 – 2   | 2 – 0 | 0 – 1     | 0 – 0   | 1 – 2   | 1 – 0      | 1 – 1         | 2 – 2      | 0 – 0     | 0 – 0 | 5 – 0     | 2 – 3 | 3 – 0 | 1 – 0   | 0 – 0    | 1 – 1   | 0 – 2  | 1 – 0      | 0 – 0      | 1 – 1 | 4 – 2         |
| Uit   | 2 – 1 | 2 – 2   | 0 – 0 | 2 – 1     | 0 – 0   | 2 – 2   | 2 – 2      | 0 – 0         | 0 – 0      | 2 – 1     | 3 – 0 | 0 – 0     | 0 – 1 | 2 – 1 | 1 – 1   | 2 – 0    | 2 – 0   | 5 – 0  | 2 – 0      | 2 – 0      | 1 – 0 | 0 – 2         |

## Statistieken SC Gooiland 1966/1967

### Eindstand SC Gooiland in de Nederlandse Tweede divisie 1966 / 1967
| Stand | Gespeeld | Gewonnen | Gelijk | Verloren | Punten | Doelpunten voor | Doelpunten tegen |
| ----- | -------- | -------- | ------ | -------- | ------ | --------------- | ---------------- |
| 16e   | 44       | 10       | 18     | 16       | 38     | 42              | 50               |

### Topscorers
| Competitie \| # \| Naam \| \| \| ------ \| ------------------- \| -- \| \| 1. \| Paul Kramer \| 8 \| \| 1. \| Peter Voogt \| 8 \| \| 3. \| Ted Immers \| 7 \| \| 4. \| Ronald Krant \| 5 \| \| 5. \| Ger Farenhorst \| 3 \| \| 6. \| Arthur van der Berg \| 2 \| \| 6. \| Bas Brouwer \| 2 \| \| 6. \| Co van de Hoogen \| 2 \| \| 6. \| Jan Sukkel \| 2 \| \| 10. \| Johan Coster \| 1 \| \| 10. \| Johan Jansen \| 1 \| \| 10. \| Henk Vonk \| 1 \| \| Totaal \| Totaal \| 42 \| |                     |      |
| # | Naam                | Goal |
| 1. | Paul Kramer         | 8    |
| 1. | Peter Voogt         | 8    |
| 3. | Ted Immers          | 7    |
| 4. | Ronald Krant        | 5    |
| 5. | Ger Farenhorst      | 3    |
| 6. | Arthur van der Berg | 2    |
| 6. | Bas Brouwer         | 2    |
| 6. | Co van de Hoogen    | 2    |
| 6. | Jan Sukkel          | 2    |
| 10. | Johan Coster        | 1    |
| 10. | Johan Jansen        | 1    |
| 10. | Henk Vonk           | 1    |
| Totaal | Totaal              | 42   |

## Voetnoten
AGOVV · Baronie · EDO · Excelsior · Fortuna · Gooiland · Haarlem · Heerenveen · Helmondia '55 · Hermes DVS · Hilversum · HVC · Limburgia · NOAD · PEC · Roda JC · Tubantia · Veendam · FC VVV · Wageningen · Wilhelmina · ZFC · Zwolsche Boys